# 台北世界貿易中心

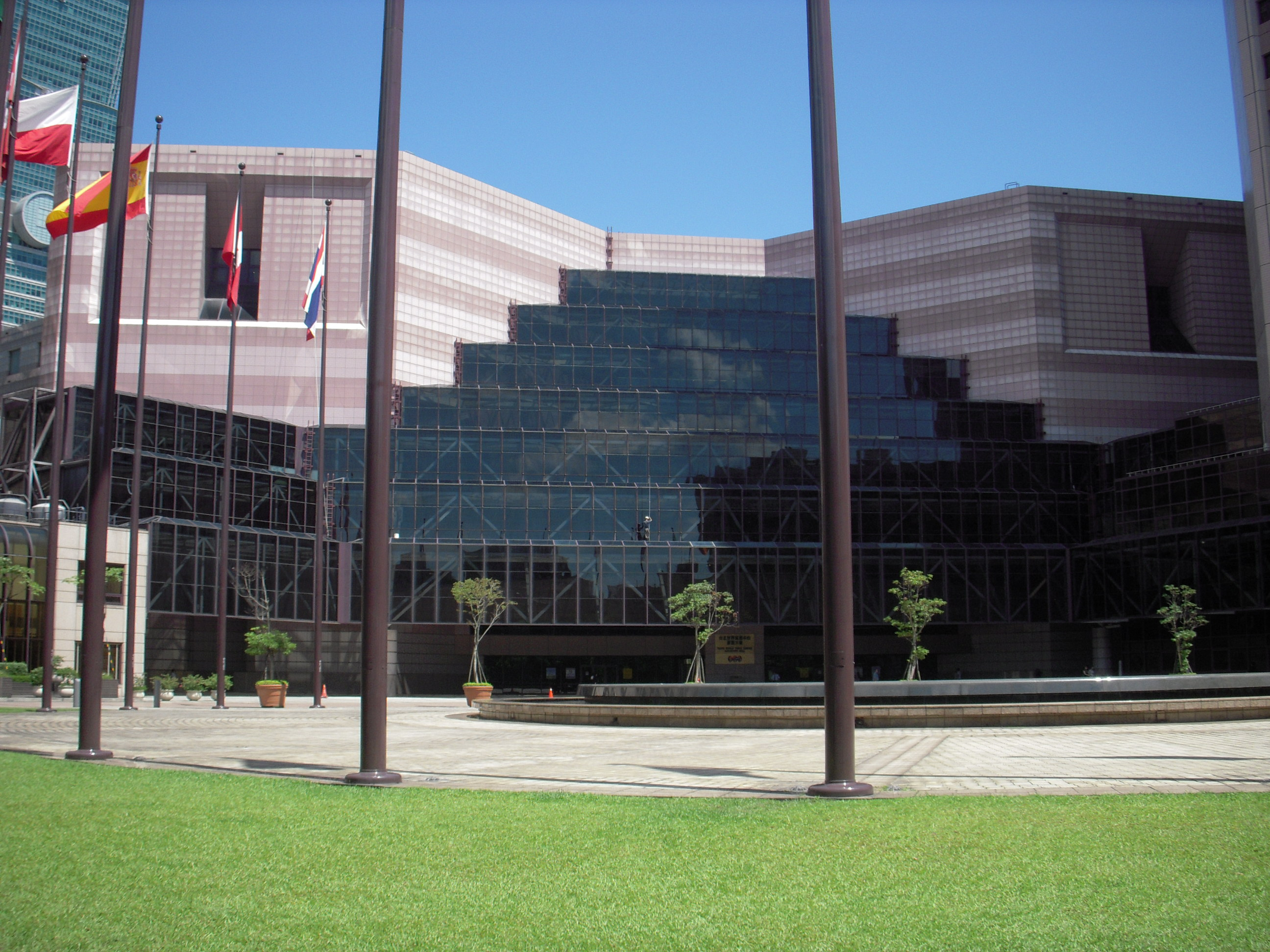
台北世界貿易中心

台北世界貿易中心（台北世界貿易センター、たいぺいせかいぼうえきセンター）は、台北市の信義開発区に位置するコンベンション・商業施設の名称。

## 概要
1985年12月31日に開業。台北国際会議センター（台北国際会議中心、TICC）、 グランドハイアット台北、台北国際貿易ビルの3つに分かれており、2008年には南港展覧館も完成した。
同センターでは主に台湾国際見本市が毎年開催される。

## 交通
- 台北捷運板南線市政府駅、淡水信義線台北101/世貿駅下車（台北国際会議センター、グランドハイアット台北、台北国際貿易ビル）
- 台北捷運板南線・文湖線南港展覧館駅下車（南港展覧館）